# Globetrotters
Globetrotters var Björn Afzelius kompband mellan 1980 och 1985.
Bandet upplöstes 1985 och 2003 återförenades originaluppsättningen av Globetrotters från sista turnén, Grande Finale, i Köpenhamn och spelade för första gången sedan Björn Afzelius bortgång 1999. Globetrotters spelade på Göteborgskalaset 10 augusti 2004 på Kungstorget. Bandet gav två hyllningskonserter till Afzelius 2007, en i Köpenhamn i januari och en på Peace & Love-festivalen i Borlänge i juni.

## Medlemmar 1980
(från albumet Globetrotter)
- Björn Afzelius - sång, akustisk gitarr, percussion
- Bernt Andersson - flygel, orgel, dragspel, munspel, sång
- Janne Brynstedt - elgitarr, slide-gitarr, akustisk gitarr
- Maria Grahn - sång
- Jesper Lindberg - akustisk gitarr, mandolin, pedal steel-guitar, sång
- Per Melin - trummor
- Jim Page - akustisk gitarr
- Hannes Råstam - bas, sång
- Annalena Ståhl - Sång
- Carina Uvholm - sång, flöjt
- Hans Wiktorsson - congas

## Medlemmar 1982
(från albumet Innan tystnaden)
- Björn Afzelius - sång, gitarr, percussion
- Bernt Andersson - sång, orgel, dragspel, percussion
- Janne Brynstedt - gitarr
- Bengt Bygren - piano, synthesizer
- Anders Hagberg - tenorsax
- Magnus Johansson - trumpet
- Per Melin - trummor
- Tomas Olsson - congas
- Hannes Råstam - bas
- Björn Stern - barytonsax

(från livealbumet Danska nätter)
- Björn Afzelius - sång, kompgitarr, percussion
- Jan Brynstedt - gitarr
- Bengt Bygren - klaviatur, körsång, ledsång "The Weight"
- Per Melin - trummor, körsång
- Hannes Råstam - Bas

## Medlemmar 1984-1985
(från albumet Exil)
- Björn Afzelius - sång, kompgitarr, percussion
- Janne Brynstedt - sologitarr
- Bengt Bygren - piano, synthesizer, dragspel
- Göran Ekstrand - ljudmix
- Per Melin - trummor
- Olle Nyberg - orgel
- Hannes Råstam - bas

(från albumet Nio liv)
- Björn Afzelius - sång, kompgitarr, percussion
- Janne Brynstedt - sologitarr
- Bengt Bygren - piano, synthesizer
- Per Melin - trummor, percussion
- Olle Nyberg - orgel, synthesizer
- Hannes Råstam - bas

(från livealbumet Grande Finale)
- Björn Afzelius - sång, gitarr, percussion
- Janne Brynstedt - gitarr
- Bengt Bygren - piano, synt, dragspel, percussion, sång
- Per Melin - trummor, sång
- Olle Nyberg - orgel, piano, synt, percussion, sång
- Hannes Råstam - bas

## Medlemmar 2003/2004-
- Per Melin - trummor, sång
- Hannes Råstam - bas
- Olle Nyberg - keyboard
- Bengt Bygren - sång, keyboard
- Janne Brynstedt - gitarr
- Göran "Guran" Blomgren - sång, gitarr

## Diskografi
Studioalbum
- 1980 – Globetrotter
- 1982 – Innan tystnaden
- 1984 – Exil
- 1985 – Nio liv

Livealbum
- 1982 – Danska nätter (live) (2 LP)
- 1986 – Grande Finale (live) (2 LP)